# Hechtia perotensis
Hechtia perotensis är en gräsväxtart som beskrevs av Ivón Mercedes Ramírez Morillo och Mart.-correa. Hechtia perotensis ingår i släktet Hechtia och familjen Bromeliaceae. Inga underarter finns listade i Catalogue of Life.